# Resupinatus
Genre
Resupinatus est un genre de champignons basidiomycètes de la famille des Tricholomataceae.
Il est caractérisé par un sporophore résupiné ressemblant morphologiquement au genre Pleurotus.

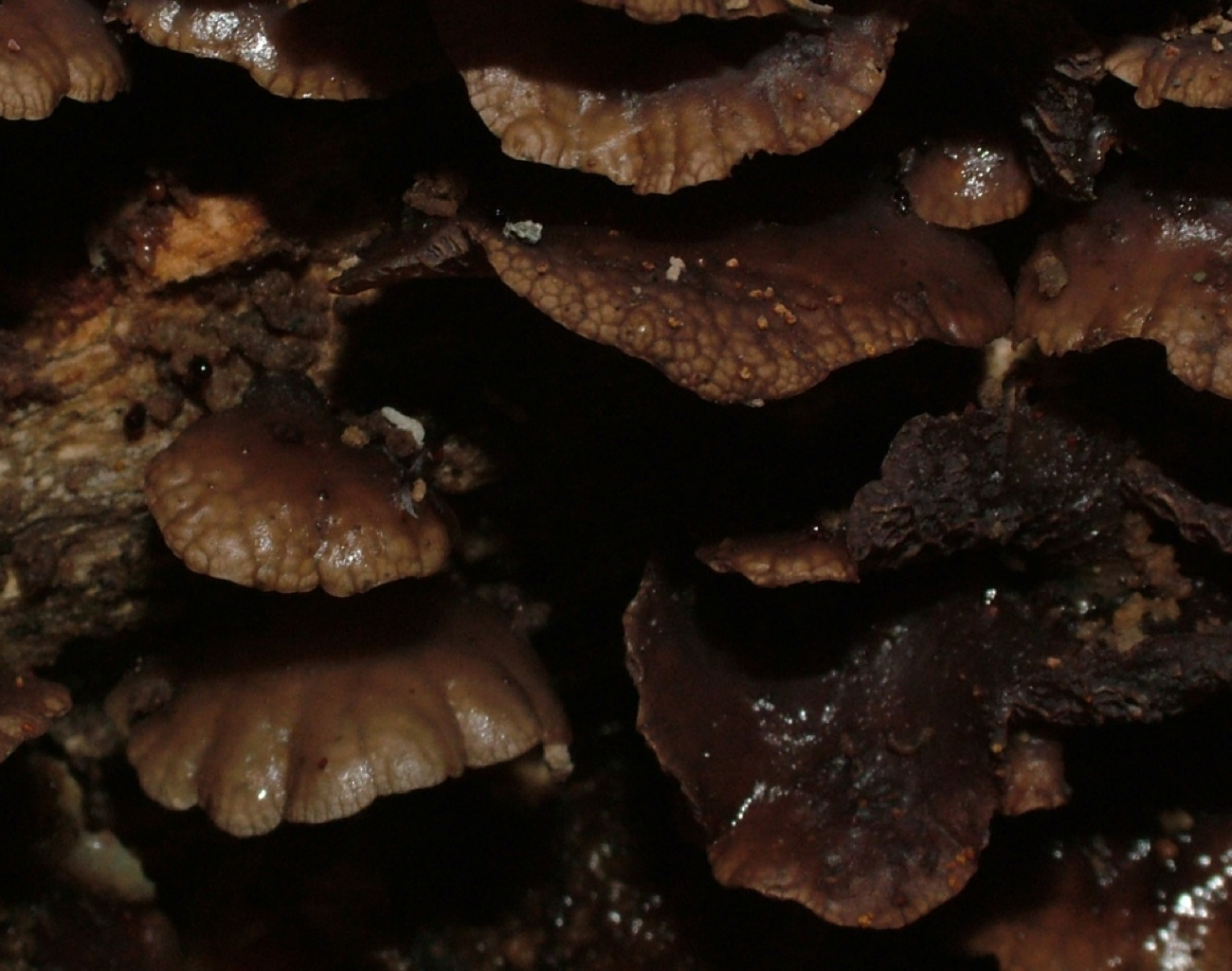
Resupinatus merulioides, Auckland, Nouvelle-Zélande
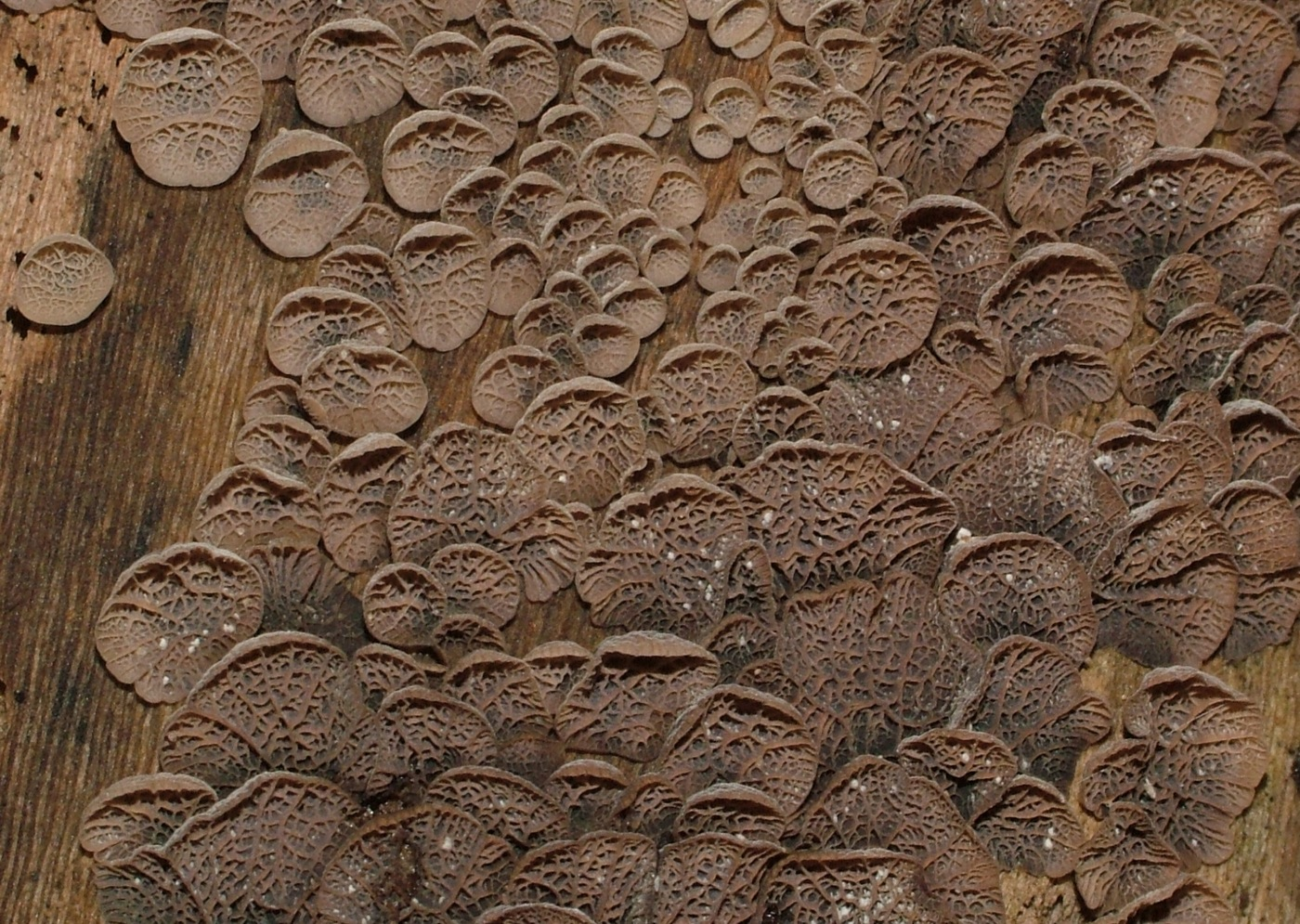
Resupinatus merulioides, Auckland, Nouvelle-Zélande

## Liste d'espèces
Selon Catalogue of Life (19 novembre 2013) :
- Resupinatus alboniger
- Resupinatus algidus
- Resupinatus applicatus
- Resupinatus atropellitus
- Resupinatus campanulatus
- Resupinatus chilensis
- Resupinatus cinerascens
- Resupinatus conspersus
- Resupinatus cyatheae
- Resupinatus dealbatus
- Resupinatus graminum
- Resupinatus huia
- Resupinatus hyalinus
- Resupinatus incanus
- Resupinatus kavinii
- Resupinatus merulioides
- Resupinatus multilamellatus
- Resupinatus omphalioides
- Resupinatus pahangensis
- Resupinatus physaroides
- Resupinatus plectocomiae
- Resupinatus poriaeformis
- Resupinatus porosus
- Resupinatus rubrhacodium
- Resupinatus sordulentus
- Resupinatus striatulus
- Resupinatus subapplicatus
- Resupinatus subrhacodium
- Resupinatus subvinaceus
- Resupinatus taxi
- Resupinatus trichotis
- Resupinatus urceolatus
- Resupinatus vetlinianus
- Resupinatus vinosolividus

Selon Index Fungorum (19 novembre 2013) :
- Resupinatus alboniger (Pat.) Singer 1978
- Resupinatus algidus (Fr.) M. Lange 1955
- Resupinatus applicatus (Batsch) Gray 1821
- Resupinatus atropellitus (Peck) Murrill 1915
- Resupinatus campanulatus (Peck) Murrill 1915
- Resupinatus chilensis Singer 1948
- Resupinatus cinerascens (Cleland) Grgur. 1997
- Resupinatus conspersus (Pers.) Thorn, Moncalvo & Redhead 2006
- Resupinatus cyatheae Corner 1996
- Resupinatus dealbatus (Berk.) Singer 1973
- Resupinatus graminum (Singer) Singer 1973
- Resupinatus huia (G. Cunn.) Thorn, Moncalvo & Redhead 2006
- Resupinatus hyalinus (Singer) Thorn, Moncalvo & Redhead 2006
- Resupinatus incanus (Kalchbr.) Thorn, Moncalvo & Redhead 2006
- Resupinatus kavinii (Pilát) M.M. Moser 1978
- Resupinatus lanatiechinatus Lib.-Barnes 1981
- Resupinatus merulioides Redhead & Nagas. 1987
- Resupinatus multilamellatus Corner 1996
- Resupinatus omphalioides Singer 1965
- Resupinatus pahangensis Corner 1996
- Resupinatus physaroides Malençon 1975
- Resupinatus plectocomiae Corner 1996
- Resupinatus poriaeformis (Pers.) Thorn, Moncalvo & Redhead 2006
- Resupinatus porosus M.P. Martín, Lodge & Thorn 2006
- Resupinatus rasilis Lib.-Barnes 1981
- Resupinatus rubrhacodium Singer 1952
- Resupinatus sordulentus (Berk. & Broome) G. Stev. 1964
- Resupinatus striatulus (Pers.) Murrill 1915
- Resupinatus stuntzii Lib.-Barnes & Largent 1981
- Resupinatus subapplicatus (Cleland) Grgur. 1997
- Resupinatus subrhacodium Singer 1952
- Resupinatus subvinaceus Corner 1996
- Resupinatus taxi (Lév.) Thorn, Moncalvo & Redhead 2006
- Resupinatus trichotis (Pers.) Singer 1961
- Resupinatus urceolatus (Wallr. ex Fr.) Thorn, Moncalvo & Redhead 2006
- Resupinatus vetlinianus (Domański) M.M. Moser 1979
- Resupinatus vinosolividus (Segedin) J.A. Cooper 2012

Selon NCBI (19 novembre 2013) :
- Resupinatus alboniger
- Resupinatus applicatus
- Resupinatus conspersus
- Resupinatus dealbatus
- Resupinatus poriiformis
- Resupinatus porosus
- Resupinatus trichotis